# Шуб, Юлий Германович
Ю́лий Ге́рманович Шуб (15 декабря 1920, Москва — 27 ноября 2004, там же) — советский и российский театровед, видный деятель советского театра, главный редактор журнала «Театр». Заслуженный деятель искусств Российской Федерации (1994), кавалер орденов Трудового Красного Знамени и Знак Почёта.

## Биография
Родился в Москве в семье Германа Владимировича Шуба — видного меньшевика, активного участника революционного движения (дважды арестовывался за революционную деятельность), члена РСДРП, члена Бунда (Еврейского рабочего союза), участника боев на Пресне во время революционных событий 1905 года (был ранен) и Февральской революции (член Петросовета от одного из полков Петроградского гарнизона). Мать Ю. Г. Шуба, Феня Моисеевна Шуб, урожд. Тумаркина, также состояла до революции в РСДРП.
В 1929 году отец Ю. Г. Шуба, ставший к тому времени одним из ведущих экономистов Госплана, был арестован и впоследствии осужден по сфальсифицированному делу так называемого «Союзного бюро ЦК меньшевиков». Ему было предъявлено абсурдное обвинение в подготовке «заговора с целью свержения Советской власти с помощью интервенции». Со следствием «сотрудничать» отказался, заявив: «Я в вашей комедии участвовать не буду». Неоднократно объявлял голодовки, в том числе сухие, протестуя против условий содержания и добиваясь свиданий с семьей. За то, что «остался убежденным меньшевиком и непримиримым врагом советской власти, не скрывал своих контрреволюционных взглядов» 5 октября 1937 года Г. В. Шуб был расстрелян в Челябинской тюрьме.
Вторым родным домом для молодого Юлия Шуба стал дом отца его школьного друга, Василия Григорьевича Сахновского ,  — выдающегося деятеля МХАТ, ближайшего сподвижника К. С. Станиславского и Вл. И. Немировича-Данченко, одного из самых блистательных людей той эпохи, постановщика «Анны Карениной», «Мертвых душ» и многих других спектаклей. Именно здесь зародилась и сформировалась на всю жизнь его любовь к театру.

## Профессиональная деятельность
Окончил ГИТИС им. Луначарского в 1948 г. Еще раньше, с 1945 г., начал работать во Всероссийском театральном обществе (ВТО). Проработал здесь 19 лет, пройдя путь от консультанта до главного редактора издательства ВТО. Именно в этот период, во многом благодаря Ю. Г. Шубу, издательство превратилось из небольшого «вспомогательного» подразделения ВТО в центр всесоюзного значения по выпуску высококлассной театральной литературы.
С 1964 по 1973 год — заместитель главного редактора издательства «Искусство». При участии Ю. Г. Шуба «Искусство» «запустило» свои знаменитые книжные серии, вроде «Жизни в искусстве», «Городов и музеев мира», «Памятников мирового искусства» и др., выпустило ряд ставших классическими книг по истории театра, давно превратившиеся в библиографическую редкость альбомы по истории живописи, и т. д. В этот период «Искусство» стало издательством мирового класса — по уровню подготовки рукописей, библиографического аппарата, полиграфическому качеству изданий. Многочисленные международные награды, полученные книгами, выпущенными в тот период «Искусством», — тому доказательство.
Его собственная приверженность стилю и культуре МХАТа никак не обузила его художественного мировоззрения. Весома его роль в творческой «реабилитации» Всеволода Мейерхольда после долгих лет забвения: при активном участии Ю. Г. Шуба в руководимых им издательствах ВТО и «Искусство» вышли в 1960-е годы знаменитые издания, разрушившие «заговор молчания» вокруг великой фигуры: сборник «Встречи с Мейерхольдом», двухтомник произведения самого Мастера, «Говоря с Мейерхольдом» Нины Велеховой.
В 1973 году Ю. Г. Шуб пришел в журнал «Театр», где проработал больше четверти века, сперва заместителем главного редактора, а с 1992 года — главным редактором. При нем журнал стал главным культурологическим изданием страны, не просто публиковавшим рецензии на спектакли и «отражавшим» ход театрального процесса, но во многом определявшим этот процесс. Знаменитые дискуссии о мюзикле, об «осовременивании» классики и др., которые вели на страницах «Театра» лучшие теоретики и практики театрального искусства в «застойные», но чрезвычайно плодотворные для театра 1970-1980-е годы, часто бывали ярче и интереснее любых спектаклей и навсегда вошли в историю художественной мысли.
Похоронен в Москве, на Востряковском кладбище.

## Награды
- Заслуженный работник культуры РСФСР
- Заслуженный деятель искусств РСФСР
- Орден «Знак Почета»
- Орден Трудового Красного Знамени
- Медали

## Семья
Жена Ю. Г. Шуба, с которой они встретились еще в довоенном ГИТИСе и прошли всю жизнь, рука об руку, — ведущий театральный критик и писатель 1950-1990-х годов Н. А. Велехова.
Сын Ю. Г. Шуба и Н. А. Велеховой — известный журналист Леонид Велехов.
Дочь Ю. Г. Шуба и Н. А. Велеховой — театровед Марианна Шуб

## Интересные факты
Юлий Шуб был наречен в честь близкого друга его отца, лидера меньшевиков Юлия Мартова. Мартов, как известно, был, до их идейного разрыва, самым близким другом В. И. Ульянова-Ленина и единственным человеком, с которым Ленин был на «ты».